# Wolfgang Lüth
Wolfgang Lüth, född 15 oktober 1913 i Riga, död 14 maj 1945 i Flensburg, var en tysk sjöofficer. Han tog värvning i Kriegsmarine år 1933 och kom under sin karriär att sänka 46 fartyg. Som en av 27 militärer tilldelades han Riddarkorset av Järnkorset med eklöv, svärd och diamanter.
Natten mellan den 13 och den 14 maj 1945 sköts Lüth ihjäl av en vaktpost, då han inte identifierat sig på korrekt sätt. Lüths begravning blev Tredje rikets sista statsbegravning. Storamiral och rikspresident Karl Dönitz höll griftetalet.

## Utmärkelser i urval
- Riddarkorset av Järnkorset
  - Riddarkorset: 24 oktober 1940
  - Eklöv: 13 november 1942
  - Svärd: 15 april 1943
  - Diamanter: 9 augusti 1943
- Spanska korset i brons: 6 juni 1939
- Omnämnd i Wehrmachtbericht vid två tillfällen

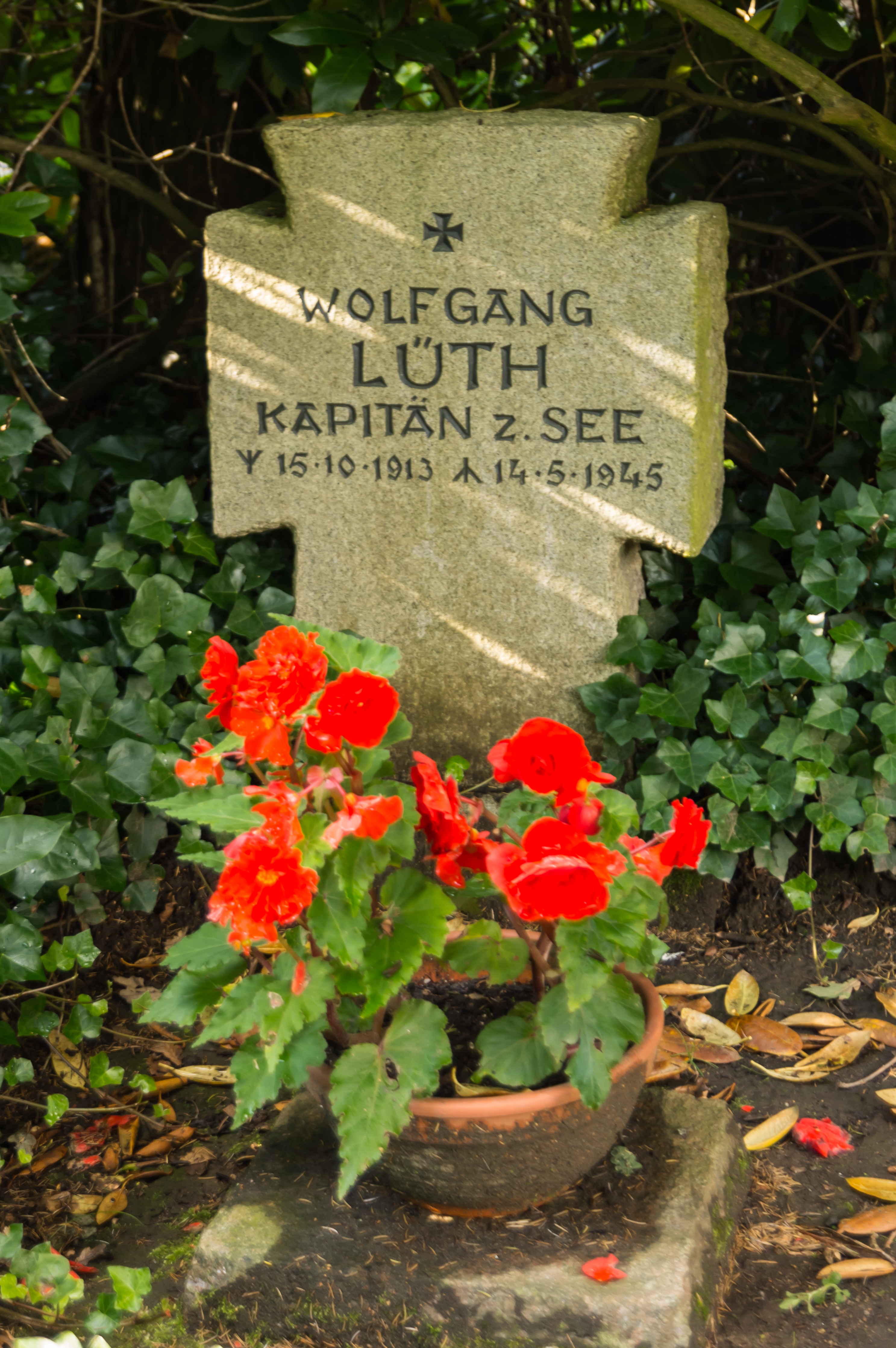
Wolfgang Lüths grav i Flensburg

### Webbkällor
- Miller, Michael D.; Collins, Gareth. ”Kapitän zur See (L) – Kapitän zur See Wolfgang Lüth” (på tyska). Axis Biographical Research. Arkiverad från originalet den 30 juli 2014. https://archive.today/20140730220255/http://www.geocities.com/~orion47/WEHRMACHT/KRIEGSMARINE/Kapitaen_zur_See_L.html. Läst 30 juli 2014.